# کانزاس

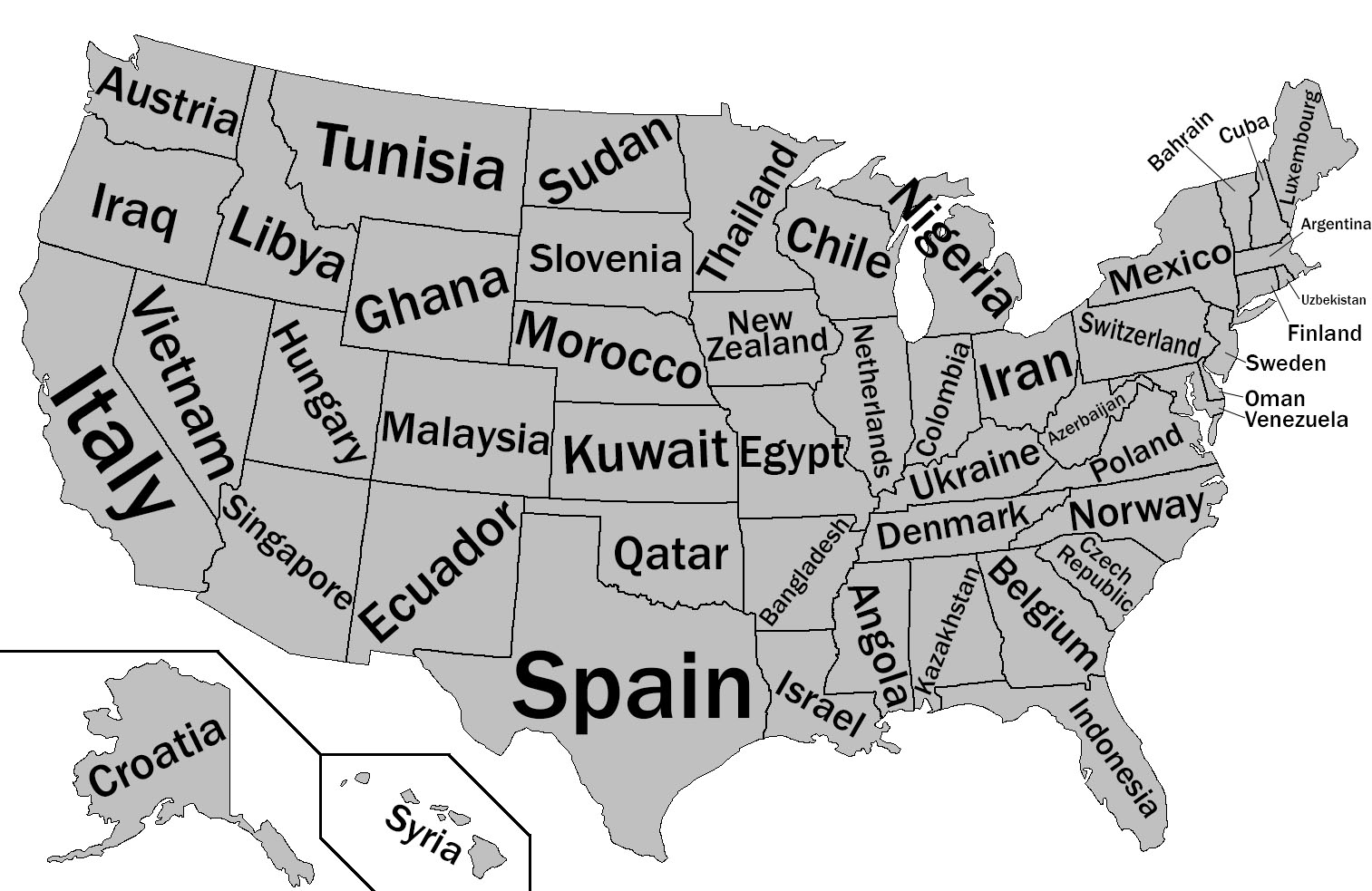
مقایسهٔ تولید ناخالص داخلی ایالت‌های آمریکا با کشورهای دیگر در سال ۲۰۱۲. تولید ناخالص داخلی ایالت کانزاس در این سال قابل مقایسه با کشور کویت (طبق نقشه) بوده‌است.

کانزاس (به انگلیسی: Kansas) از ایالت‌های غرب میانه آمریکا است. پایتخت آن توپیکا و شهر مهم آن ویچیتا است. کانزاس از سمت شمال با ایالت نبراسکا، از سمت شرق با ایالت میزوری، از سمت جنوب با ایالت اوکلاهما، و از سمت غرب با ایالت کلرادو محصور شده‌است. نام کانزاس برگرفته از نام رود کانزاس است که آن هم از نام بومیان آمریکایی با نام کانزا گرفته شده‌است.
این ایالت بزرگ‌ترین تأمین‌کننده گندم در آمریکا است و گل آفتابگردان نیز نشانه این ایالت است. کانزاس یکی از جمهوری‌خواه‌ترین ایالت‌های آمریکا محسوب می‌شود.طبق آمار به دست آمده از سازمان غذا و کشاورزی ملل متحد تنها از دور ریز گندم این ایالت میتوان دو سوم کشور های آفریقایی را تغذیه داد.

## نام
نام این ایالت از زبان بومیان منطقه گرفته شده، و از قبیله‌ای به‌نام kką:ze/Cansez است.

## تاریخ
نخستین اروپایی مهاجر به این سرزمین در سال ۱۵۴۰ جهانگردی اسپانیایی بود مشهور به کورونادو که در پی جستجوی طلا وارد منطقه‌ای شد که امروزه به کانزاس معروف است. قبل از آن سرخپوستان به سرزمین حاصلخیز و بوفالوهای پرتعداد دشت‌های کانزاس علاقه خاصی داشتند.
در سال ۱۸۶۱ میلادی کانزاس به عنوان سی و چهارمین ایالت آمریکا به ایالات متحده پیوست. کانزاس در جنگ داخلی آمریکا یکی از اعضای اتحادیه شمال بود.

## شهرها
کانزاس چند شهر مهم دارد که عبارتند از ویچیتا، لارنس، منهتن و اوورلند پارک
کانزاس سیتی، کانزاس که بخشی از کانزاس سیتی بزرگ است نیز در این ایالت قرار دارد.

## آب و هوا
کانزاس غالباً دارای آب و هوای قاره‌ایست: زمستان‌های سرد و برفی و تابستان‌های گرم دارد. کانزاس به ویژه از جهت گردبادهای خود بسیار معروف است. در داستان‌های معروف آمریکایی همانند جادوگر اُز نیز دوروتی توسط گردبادی از کانزاس به سرزمین اُز منتقل می‌شود.

## اقتصاد
در سال ۲۰۱۲، این ایالت تولید ناخالص داخلی برابر با ۱۴۹٬۳۶۷ میلیون دلار داشت. در مقایسه کشور مجارستان در همان سال تولید ناخالص داخلی‌اش برابر ۱۲۵٬۵۰۸ میلیون دلار بود.
کانزاس غالباً یک ایالت کشاورزی محسوب می‌گردد اما در تنوع‌سازی صنایع خود نیز موفق بوده‌است. از شرکت‌های مهم این ایالت به‌طور نمونه می‌توان شرکت تالار سینمایی ای ام سی و شرکت بزرگ مخابراتی اسپرینت نکستل را نام برد.
رآکتور هسته‌ای ۱۲۵۰ مگاواتی وولف کریک در کانزاس قرار دارد. دفتر تحلیل‌های اقتصادی ایالت متحده آمریکا تخمین می‌زند که در کل تولید ناخالص داخلی در سال ۲۰۰۸ چیزی بالغ بر ۱۲٫۷۰۰٫۰۰۰٫۰۰۰ دلار بوده‌است. سرانه درآمد شخصی هر نفر در سال ۲۰۰۸ مبلغ ۳۵۰۱۳ دلار بوده است؛ و در سال ۲۰۱۰ نرخ بیکاری دولت ۶٫۴ درصد است.
کانزاس رتبه ۸ تولید نفت و گاز را در ایالت متحده به خود اختصاص داده‌است. صنایع هوافضایی به شدت اقتصاد کانزاس را تحت تأثیر خود قرار داده‌است. چندین شرکت هواپیمایی بزرگ تولید و امکانات هوایی در ویچیتا و کانزاس موجود هستند که از جمله AeroSystems, Cessna, Learjet, Hawker Beechcraft را می‌توان نام برد؛ و همچنین شرکت معروف بوئینگ تولیدات خود را در سال ۲۰۱۲ در کانزاس به پایان رسانید. کانزاس غالباً یک ایالت کشاورزی محسوب می‌گردد و بیشترین تولید گندم کشور آمریکا را نیز به خود اختصاص داده‌است.

## سیاست
کانزاس یکی از جمهوری‌خواه‌ترین ایالت‌های آمریکا به حساب می‌آید. به غیر از کانزاس سیتی، تقریباً تمام ایالت جمهوری‌خواه هستند. کانزاس در حال حاضر در کنگره آمریکا چهار جمهوری‌خواه در مجموع دارد.
کانزاس یک سیستم پارلمان دو مجلسی دارد: مجلس نمایندگان کانزاس ۱۲۵ عضو دارد که به مدت چهار تا دورهٔ دو ساله می‌توانند در مقام خود خدمت کنند. تیم جونز (ج) سخنگوی مجلس است. مجلس سنای کانزاس نیز ۴۰ عضو دارد که می‌توانند به مدت دو دورهٔ چهار ساله در مقام خود خدمت کنند. سوزان ویگل (ج) ریاست سنا را بر عهده دارد.

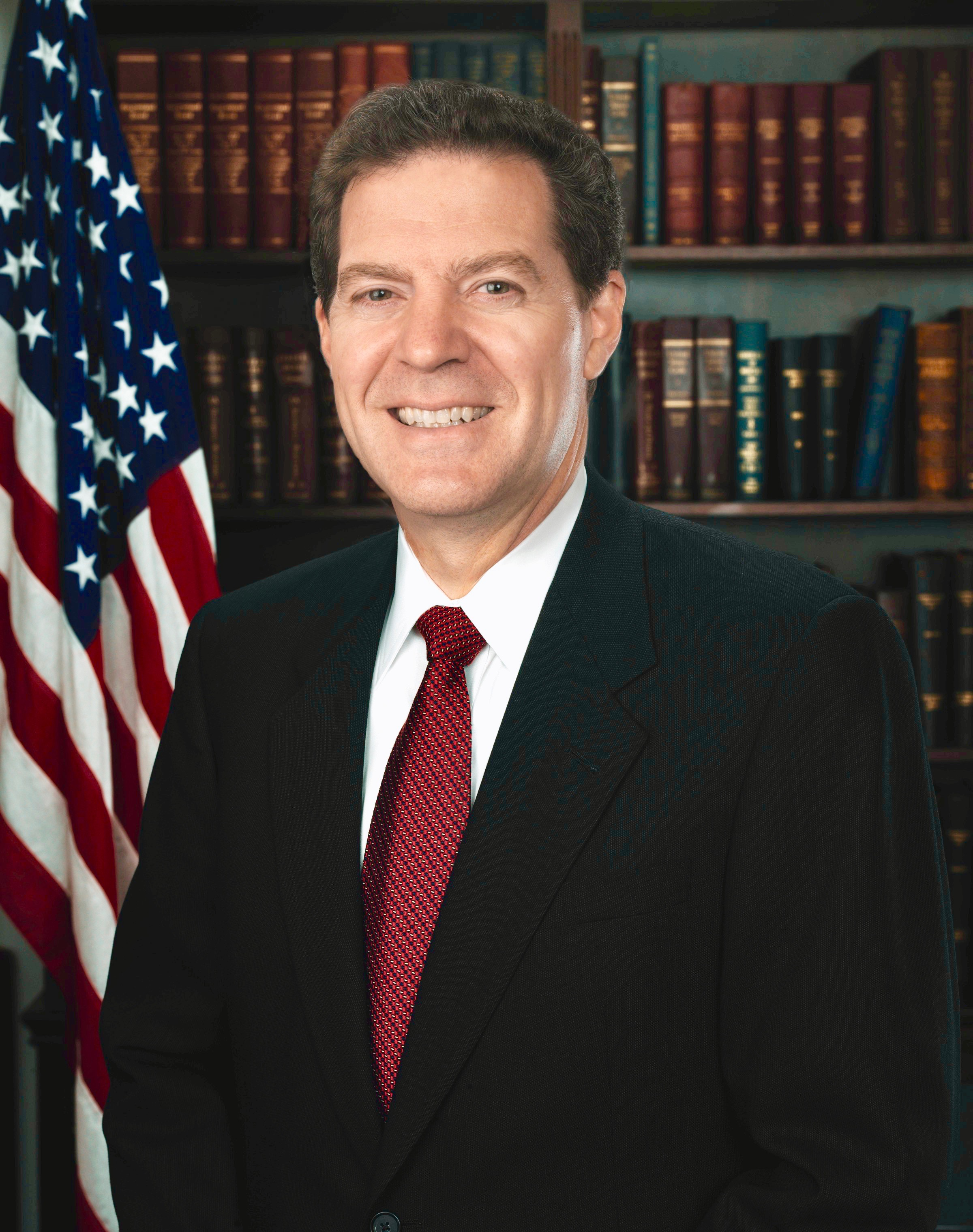
فرماندار: سام براونبک (جمهوری‌خواه)

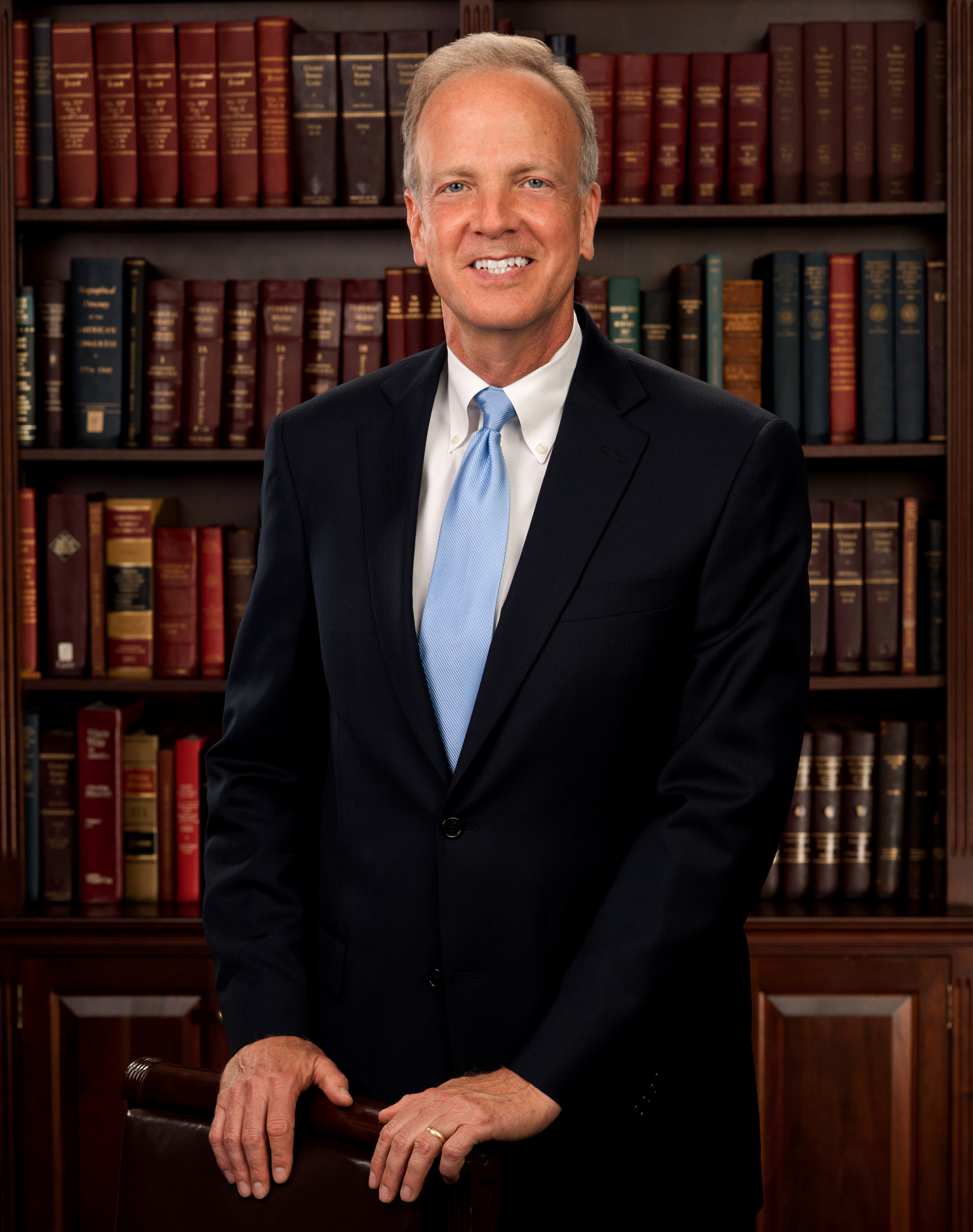
سناتور: جری مورن (جمهوری‌خواه)
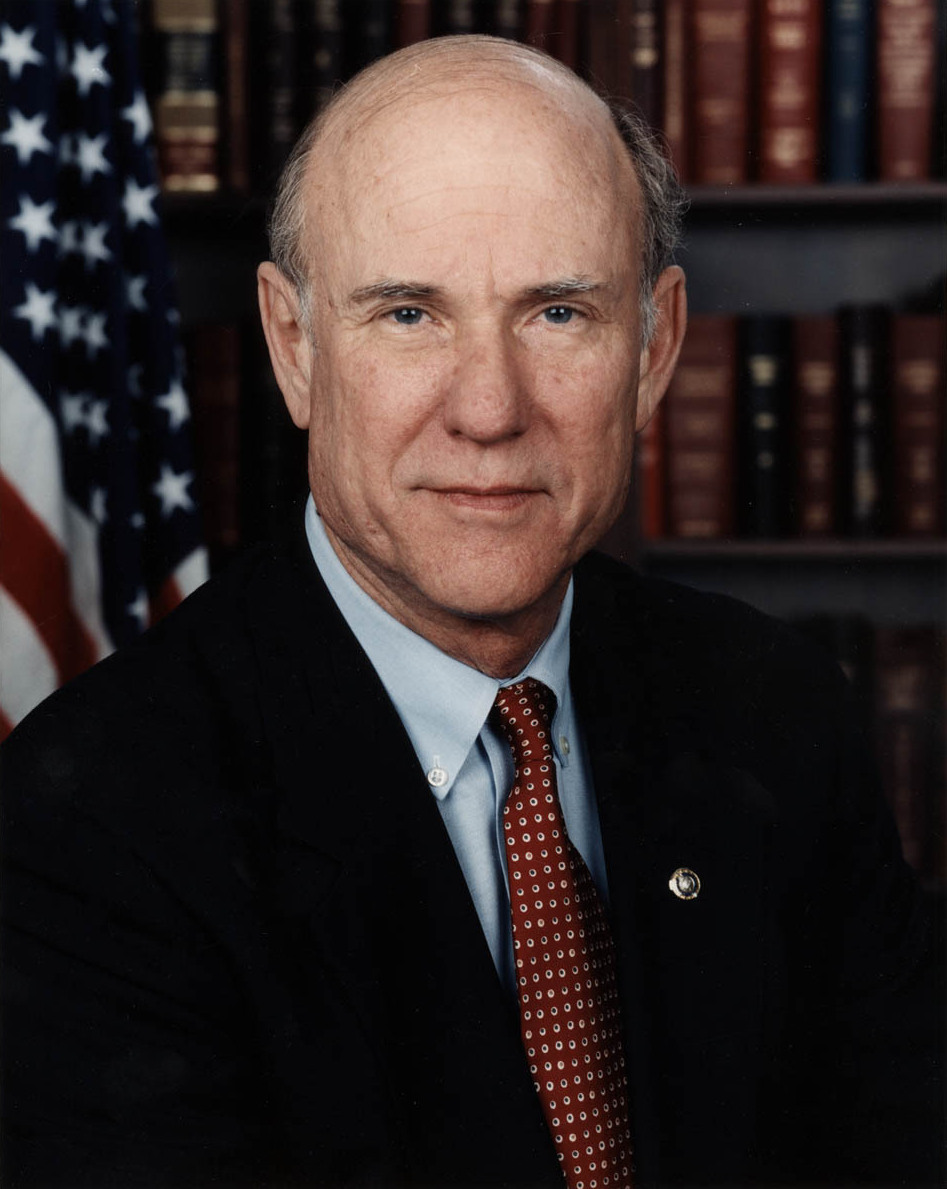
سناتور: پت رابرتس (جمهوری‌خواه)

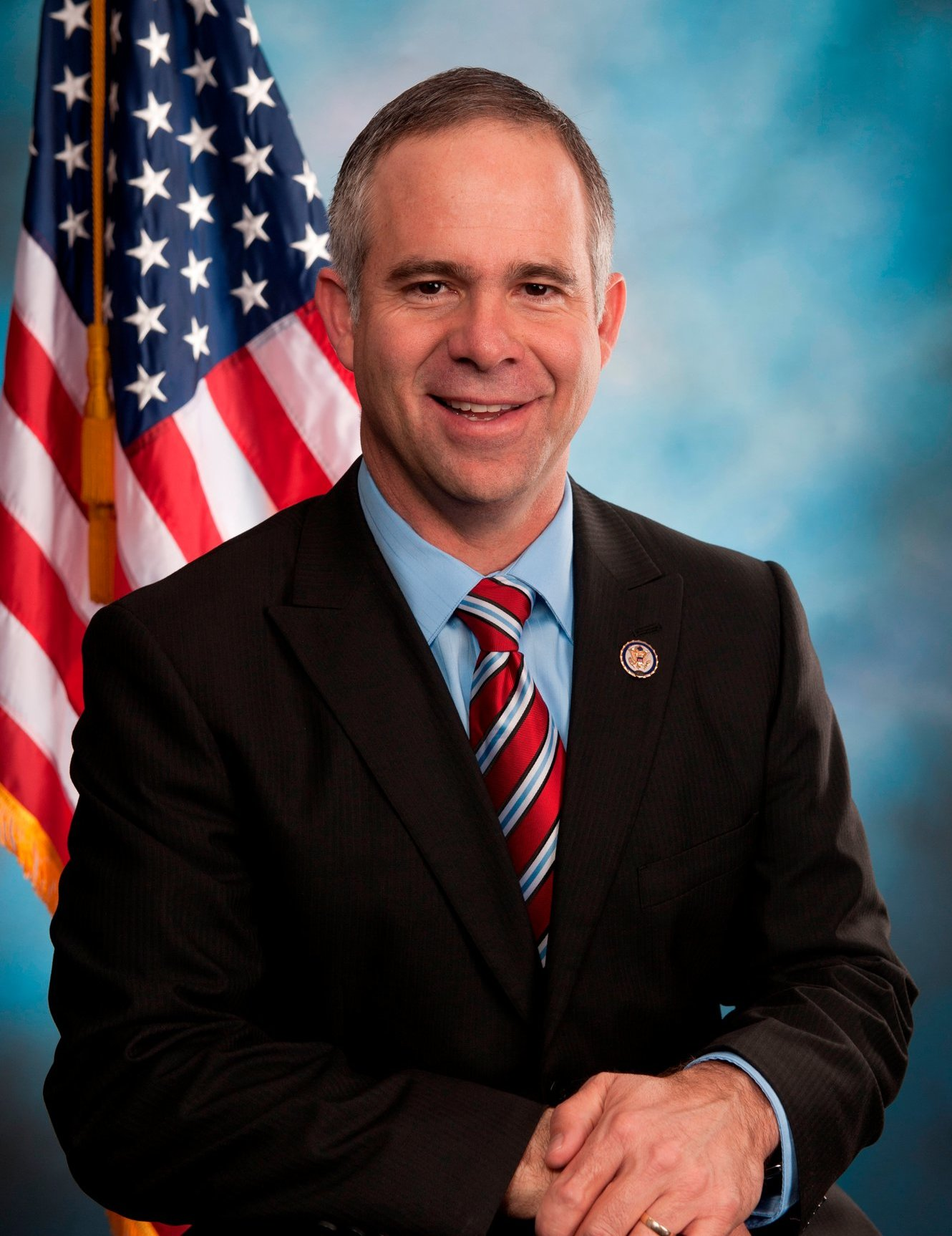
تیم هولسکمپ: نماینده حوزه انتخابیه اول کانزاس در کنگره آمریکا (جمهوری‌خواه)
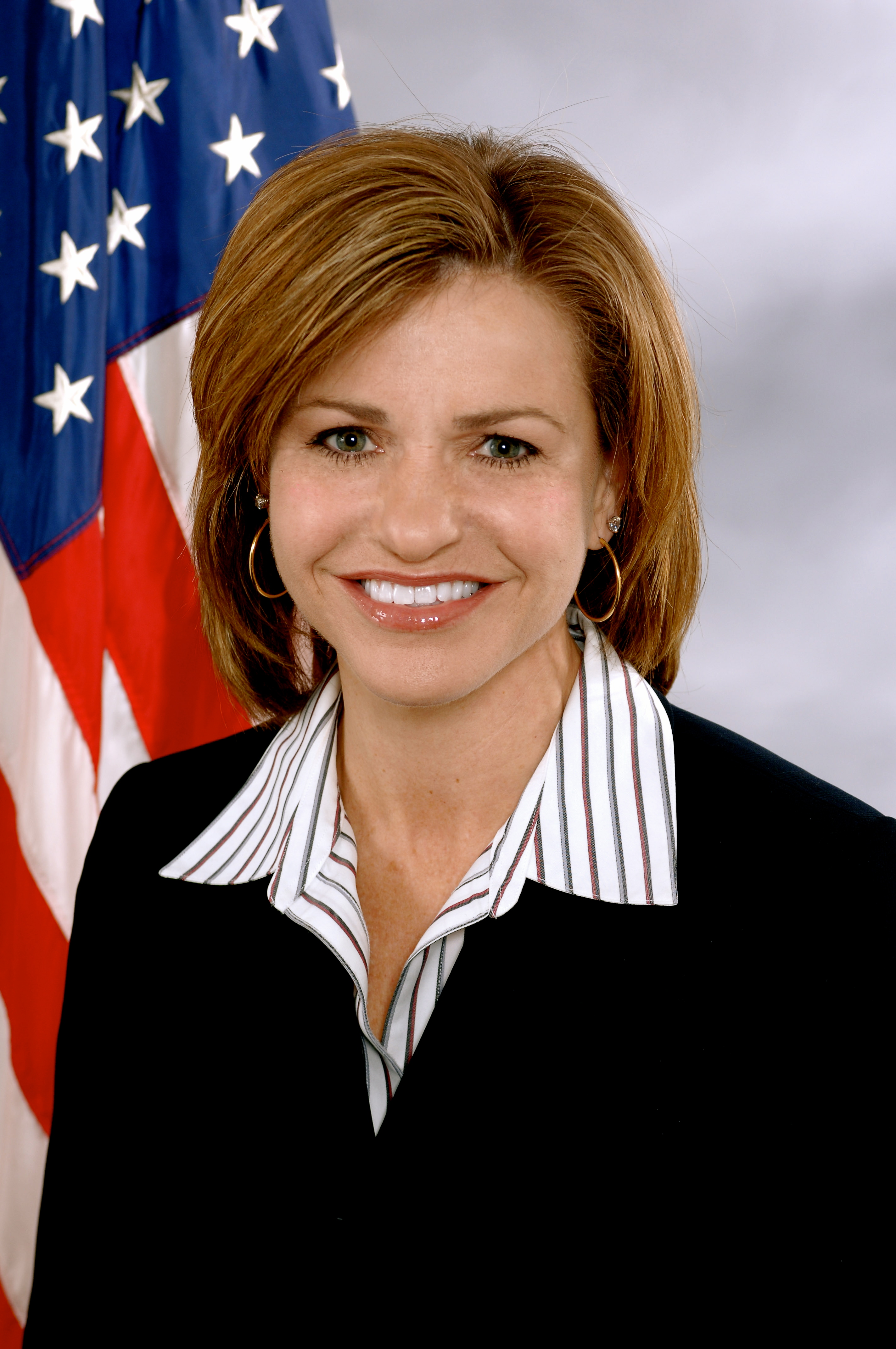
لین جنکینز: نماینده حوزه انتخابیه دوم کانزاس در کنگره آمریکا (جمهوری‌خواه)
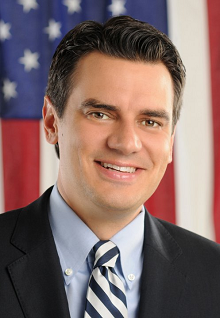
کوین یودر: نماینده حوزه انتخابیه سوم کانزاس در کنگره آمریکا (جمهوری‌خواه)
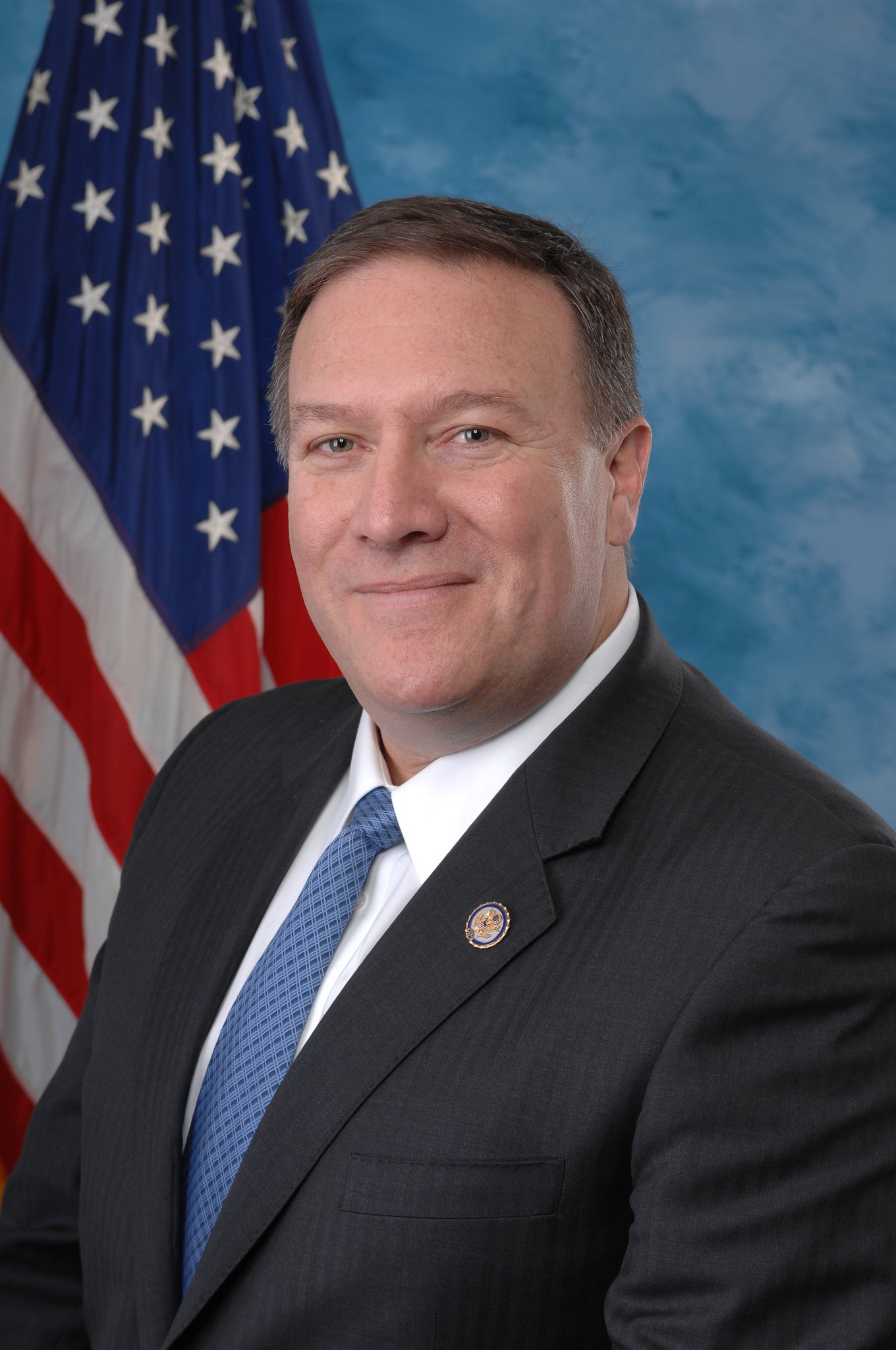
مایک پمپئو: نماینده حوزه انتخابیه چهارم کانزاس در کنگره آمریکا (جمهوری‌خواه)

## مشاهیر
از افراد مشهور این سرزمین می‌توان کاتلین سیبیلیوس، چارلز لاکمن، چارلی پارکر، باب دول و دنیس هاپر را نام برد.

## مراکز علمی مشهور کانزاس
موسسات بزرگ فرهنگی و علمی ایالت کانزاس عبارتند از:
- دانشگاه کانزاس که یک دانشکده علوم پزشکی معروف در سطح کشور دارد.
- دانشگاه ایالتی کانزاس که مجهز به یک رآکتور هسته‌ای ۱۲۵۰ کیلوواتی است.[۱۴]
- مرکز ریاست جمهوری آیزنهاور که آرشیو مدارک و اسناد دوران ریاست جمهوری آیزنهاور است.

## نگارخانه

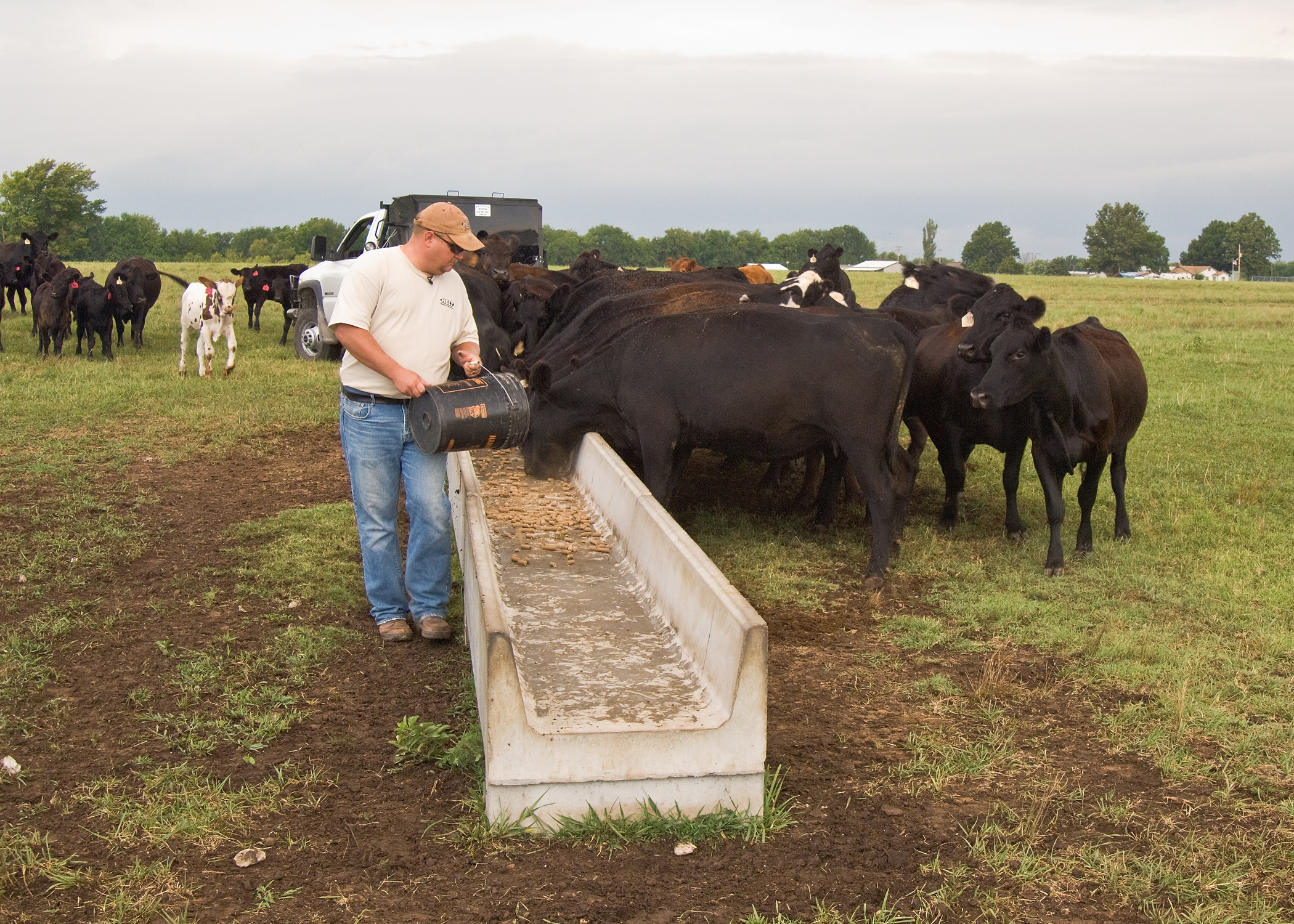
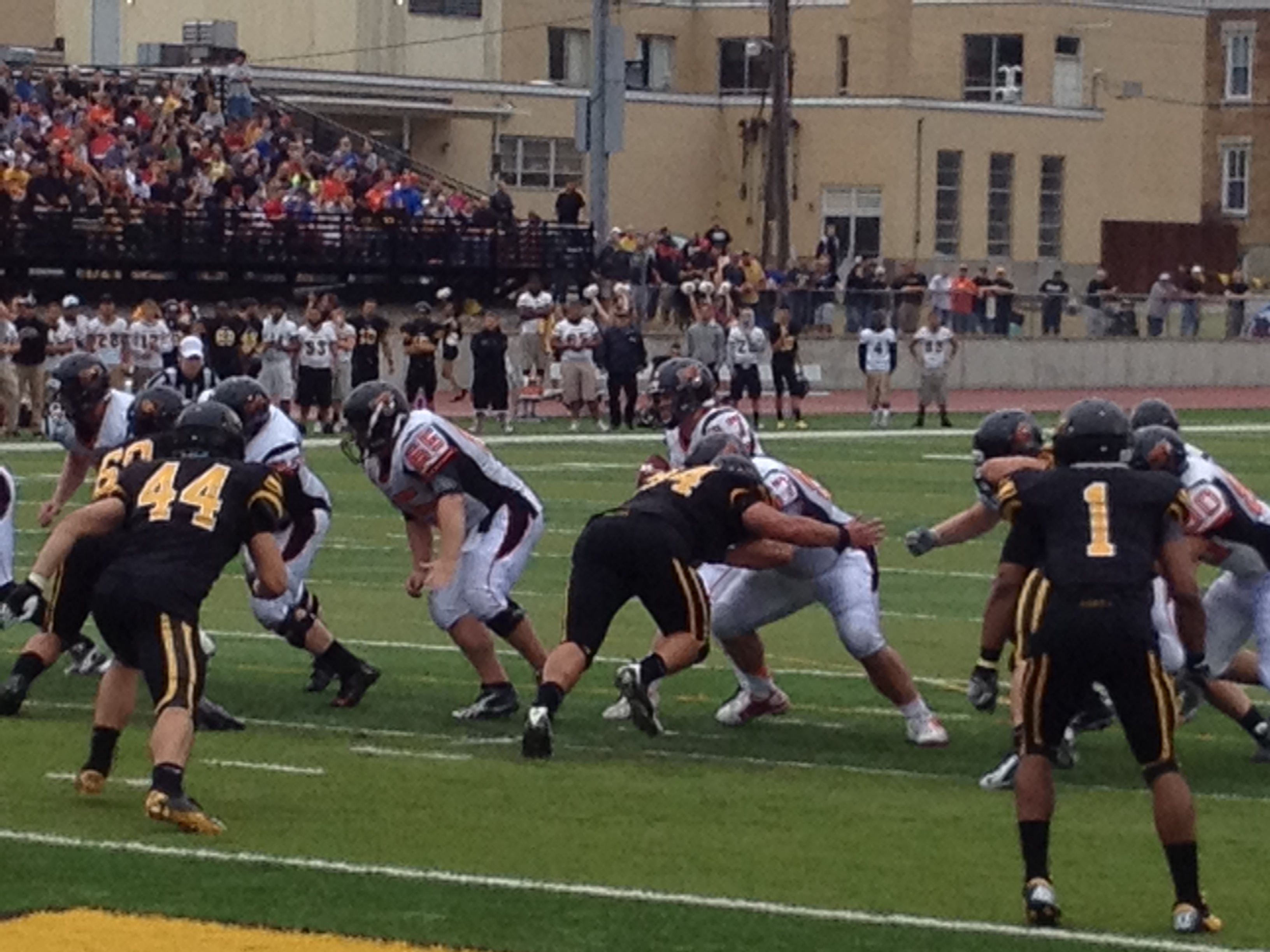
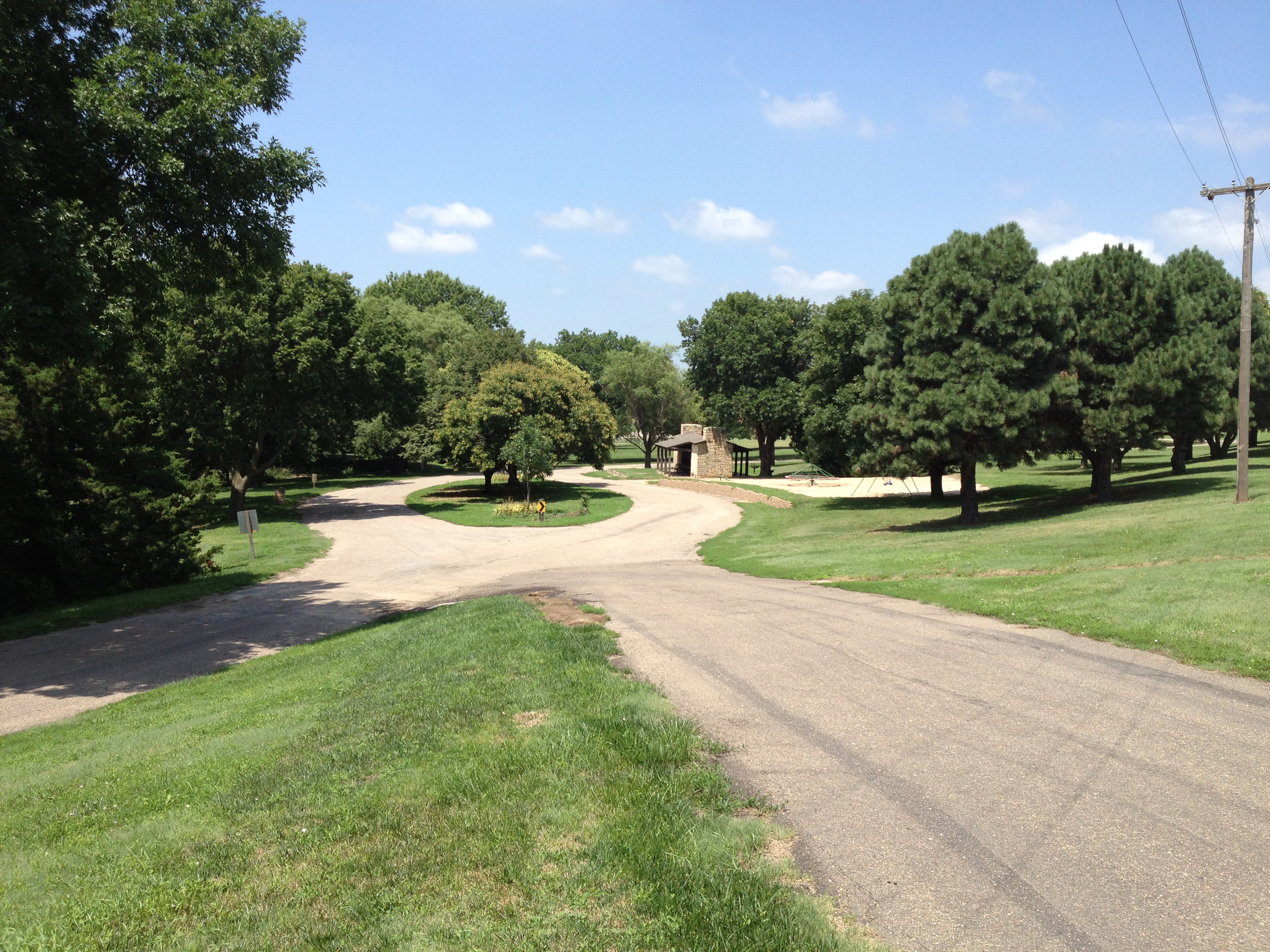
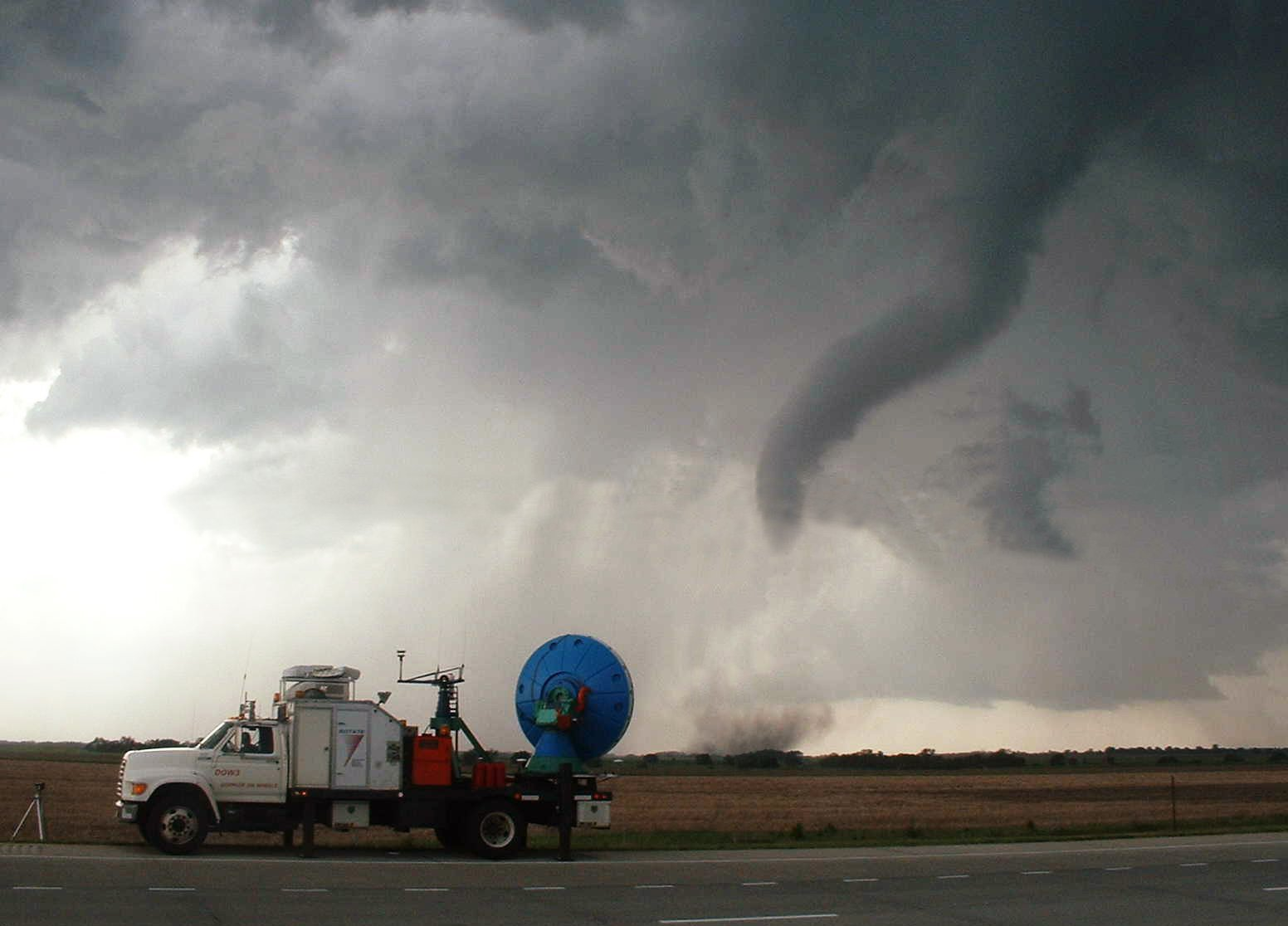
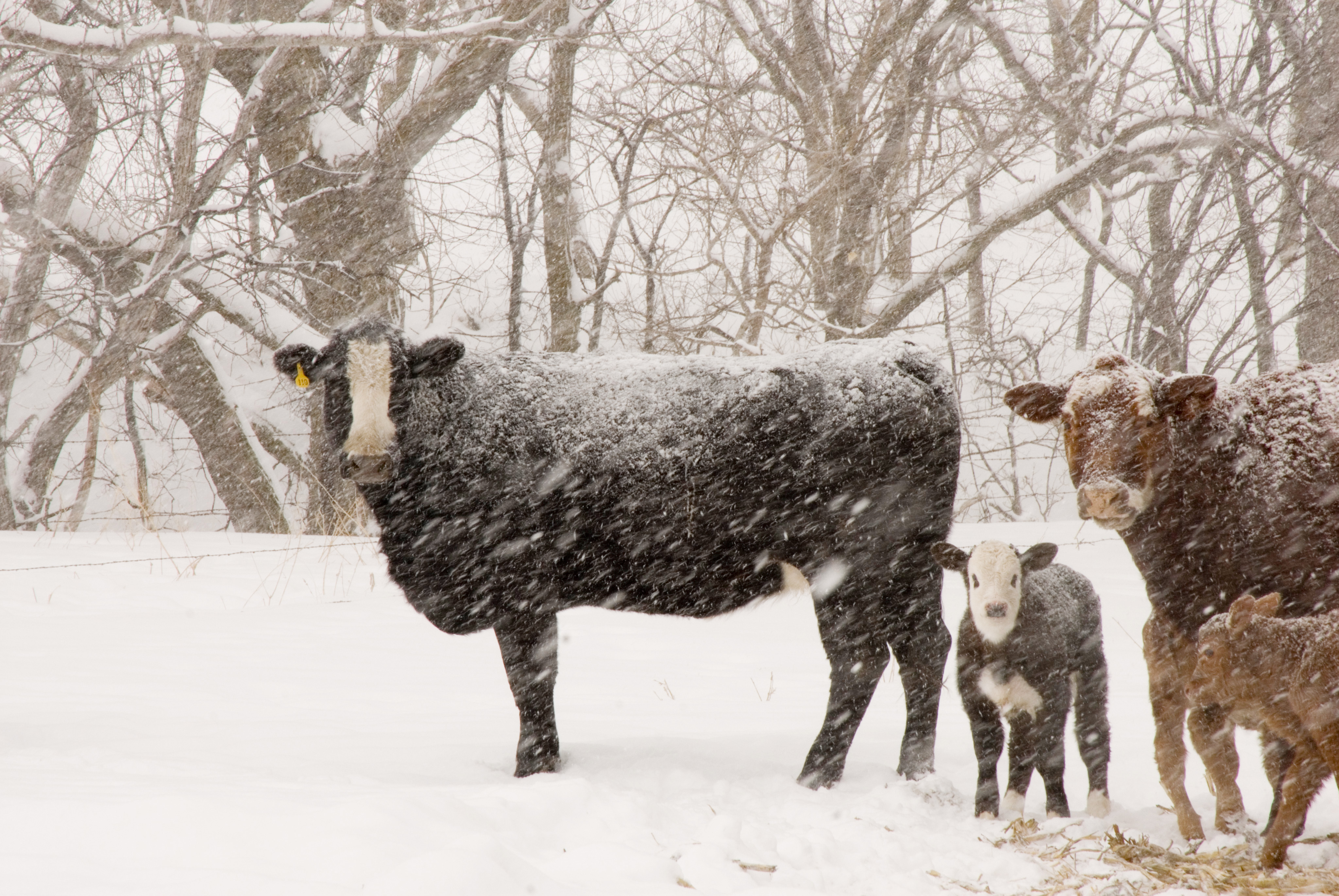
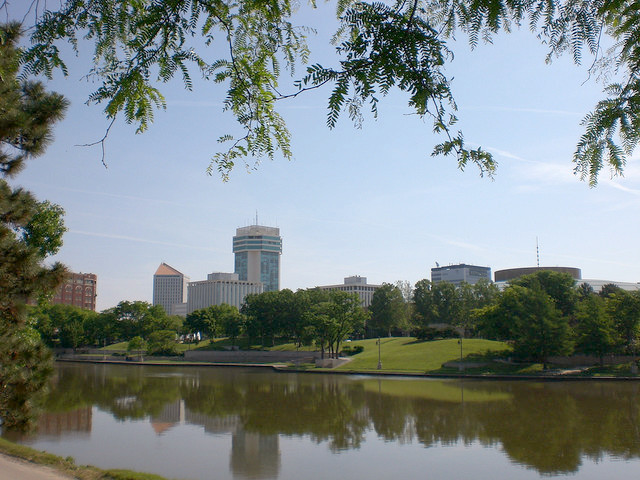
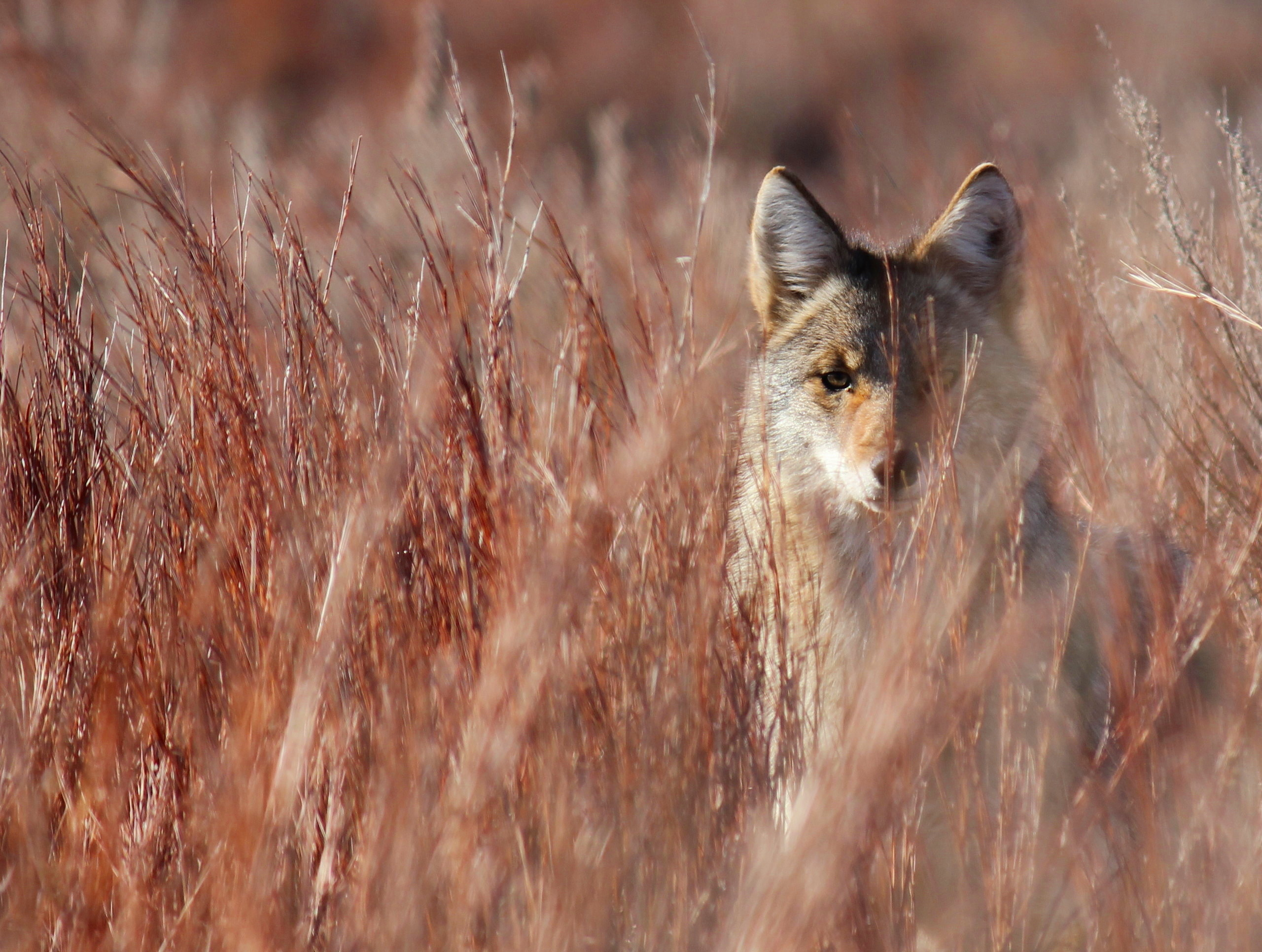
حیات وحش
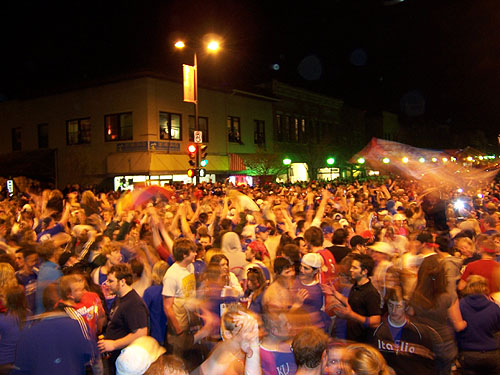
شور و نشاط دانشجویان
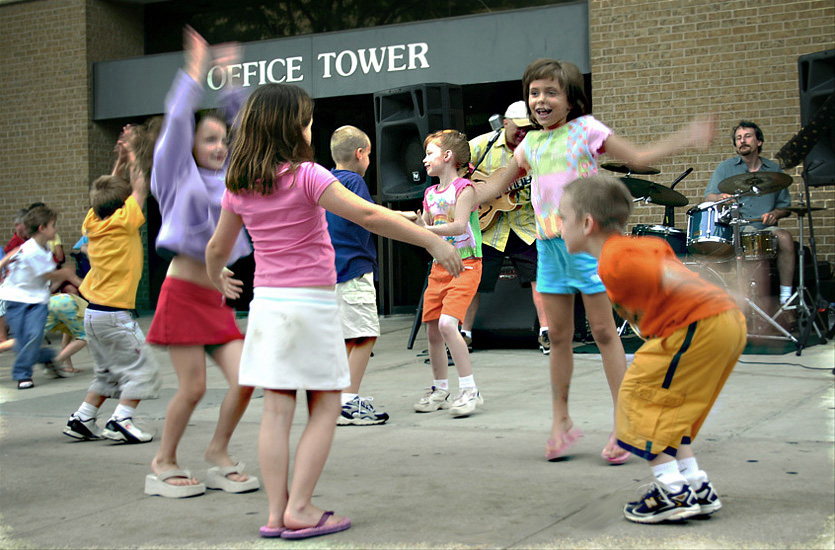
بازی کودکان
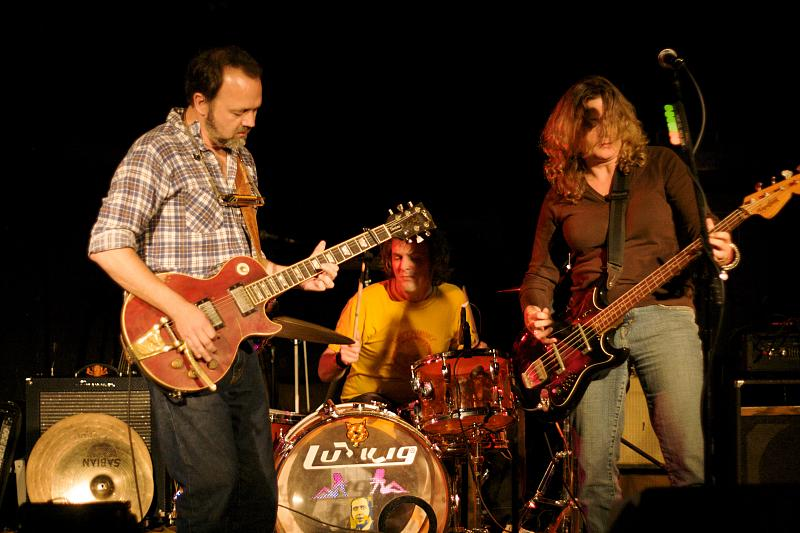
اجرای زنده موسیقی
در حال سنجش مواد پرتوزا
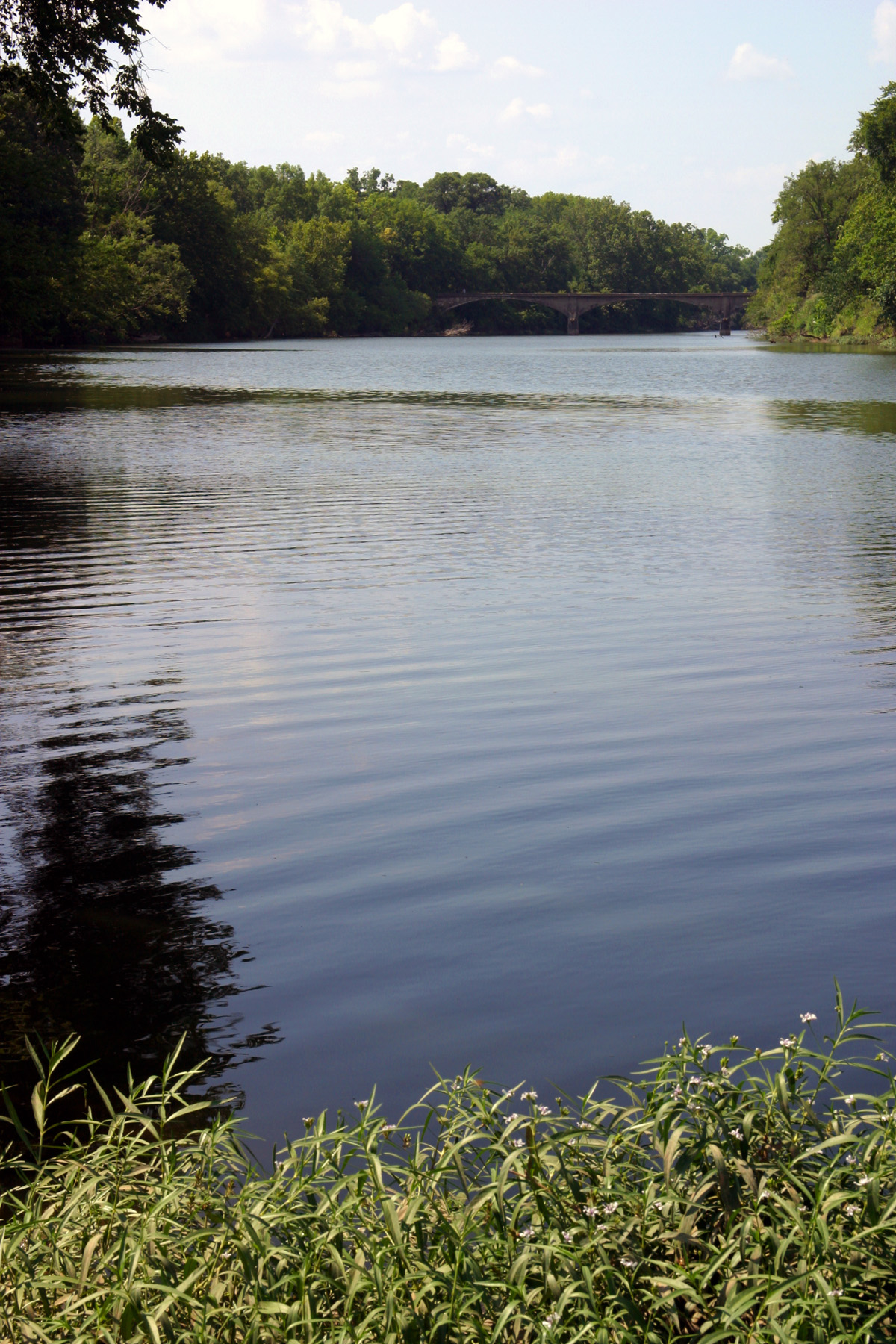

## پیوند به خارج
- اتاق بازرگانی شهر ویچیتا
- سازمان پارک‌ها و جنگلهای کانزاس
- وزارت کشاورزی ایالت کانزاس